# Edith Johnson
Edith Johnson (Rochester, 10 agosto 1894 – Los Angeles, 6 settembre 1969) è stata un'attrice statunitense del cinema muto.

## Biografia
Nata a Rochester, nello stato di New York, esordì sullo schermo nel 1913 nel film Dixieland, prodotto dalla Selig Polyscope. Lavorò come attrice dal 1913 fino al 1924, interpretando in totale settantun pellicole.
Era la moglie dell'attore William Duncan (1879-1961). Quando morì, il 6 settembre 1969, gli venne sepolta accanto all'Inglewood Park Cemetery, di Inglewood (California).

## Filmografia

### Attrice
- The Three Wise Men, regia di Colin Campbell - cortometraggio (1913)
- Dixieland, regia di Hardee Kirkland - cortometraggio (1913)
- An Actor's Romance, regia di Theo Frenkel - cortometraggio (1913)
- A Message from Home, regia di E.A. Martin - cortometraggio (1913)
- Conscience and the Temptress, regia di Norval MacGregor - cortometraggio (1914)
- The Better Way, regia di Norval MacGregor - cortometraggio (1914)
- The Story of Cupid, regia di Norval MacGregor - cortometraggio (1914)
- The Story of Diana, regia di Norval MacGregor - cortometraggio (1914)
- The Mother of Seven, regia di Norval MacGregor - cortometraggio (1914)
- Bombarded, regia di Harry Jackson - cortometraggio (1914)
- Somebody's Sister, regia di E.A. Martin - cortometraggio (1914)
- The Captain's Chair, regia di E.A. Martin - cortometraggio (1914)
- Nan's Victory, regia di Tom Santschi - cortometraggio (1914)
- Life's Crucible, regia di Tom Santschi - cortometraggio (1914)
- For Love of Him, regia di E.A. Martin - cortometraggio (1914)
- An Embarrassing Predicament, regia di Norval MacGregor - cortometraggio (1914)
- The Dream Girl, regia di Tom Santschi - cortometraggio (1914)
- The Tonsorial Leopard Tamer, regia di Norval MacGregor - cortometraggio (1914)
- Rosemary, That's for Remembrance, regia di Francis J. Grandon - cortometraggio (1914)
- If I Were Young Again, regia di Francis J. Grandon - cortometraggio (1914)
- Out of Petticoat Lane, regia di Francis J. Grandon - cortometraggio (1914)
- The Butterfly's Wings, regia di Tom Santschi - cortometraggio (1914)
- The Lure of the Windigo, regia di Francis J. Grandon - cortometraggio (1914)
- Wade Brent Pays, regia di Francis J. Grandon - cortometraggio (1914)
- The Flower of Faith, regia di Francis J. Grandon - cortometraggio (1914)
- Heart's Desire, regia di Francis J. Grandon - cortometraggio (1915)
- The Van Thornton Diamonds, regia di Francis J. Grandon - cortometraggio (1915)
- Hearts of the Jungle, regia di Francis J. Grandon - cortometraggio (1915)
- Her Jungle Sweetheart, regia di Giles Warren - cortometraggio (1915)
- The Face at the Window, regia di Francis J. Grandon - cortometraggio (1915)
- The Jaguar Trap, regia di Tom Santschi - cortometraggio (1915)
- The Girl and the Reporter, regia di Tom Santschi - cortometraggio (1915)
- The Mystery of Dead Man's Isle, regia di Giles Warren - cortometraggio (1915)
- At the Flood Tide, regia di Guy Oliver - cortometraggio (1915)
- The Orang-Outang - cortometraggio (1915)
- The Circular Staircase, regia di Edward LeSaint (1915)
- The Runt, regia di Colin Campbell - cortometraggio (1915)
- Sweet Alyssum, regia di Colin Campbell (1915)
- Just as I Am, regia di Colin Campbell - cortometraggio (1915)
- Orders, regia di Tom Santschi - cortometraggio (1915)
- The Baby and the Leopard, regia di Tom Santschi - cortometraggio (1915)
- The Devil-in-Chief, regia di Colin Campbell - cortometraggio (1916)
- The Black Orchid, regia di Thomas N. Heffron - cortometraggio (1916)
- Toll of the Jungle, regia di Tom Santschi - cortometraggio (1916)
- The Cycle of Fate, regia di Marshall Neilan (1916)
- The Three Wise Men, regia di Colin Campbell - cortometraggio (1916)
- The Woman Who Did Not Care, regia di Frank Beal - cortometraggio (1916)
- Badgered, regia di Thomas N. Heffron - cortometraggio (1916)
- An Elephant's Gratitude, regia di Tom Santschi - cortometraggio (1916)
- The Hare and the Tortoise, regia di William Robert Daly - cortometraggio (1916)
- The Valiants of Virginia, regia di Thomas N. Heffron (1916)
- The Private Banker, regia di Tom Santschi - cortometraggio (1916)
- The Gold Ship, regia di Frank Beal - cortometraggio (1916)
- Behind the Lines, regia di Henry MacRae (1916)
- The Conspiracy, regia di Henry MacRae (1916)
- For Love and Gold
- Guilty, regia di Henry MacRae - cortometraggio (1916)
- The Lost Lode
- The Five Franc Piece, regia di Francis J. Grandon - cortometraggio (1916)
- Giant Powder
- A Brother's Sacrifice, regia di Francis J. Grandon - cortometraggio (1917)
- The Scarlet Crystal
- The Greater Punishment, regia di Francis J. Grandon - cortometraggio (1917)
- In the Talons of an Eagle, regia di Francis J. Grandon - cortometraggio (1917)
- Hands in the Dark
- The Right Man, regia di Henry McRae (1917)
- The Scarlet Car, regia di Joseph De Grasse (1917)
- The Fighting Grin, regia di Joseph De Grasse (1918)
- The Shuttle
- A Fight for Millions, regia di William Duncan (1918)
- Man of Might, regia di William Duncan e Clifford Smith (1919)
- Lotta per amore
- Smashing Barriers, regia di William Duncan (1919)
- The Silent Avenger, regia di William Duncan (1920)
- Fighting Fate, regia di William Duncan (1921)
- Where Men Are Men, regia di William Duncan (1921)
- Steelheart, regia di William Duncan (1921)
- No Defense, regia di William Duncan (1921)
- The Silent Vow
- When Danger Smiles
- The Fighting Guide
- Playing It Wild
- Smashing Barriers, regia di William Duncan (1923)
- The Steel Trail
- The Fast Express
- Wolves of the North, regia William Duncan (1924)

### Film o documentari dove appare Edith Johnson
- Hello, 'Frisco, regia di Slim Summerville (1924)